# Años 1970
La década de los años 1970 comenzó el 1 de enero de 1970 y finalizó el 31 de diciembre de 1979.
El conflicto árabe-israelí y la etapa final de la guerra de Vietnam dominan la mayor parte de la vida política de los años 1970. El mercado del petróleo se ve sacudido por las disposiciones de la Organización de Países Exportadores de Petróleo que arrastra a los países industrializados a una crisis y recesión en el sector energético y por ende a toda la industria y la sociedad. Se da un bloqueo en el suministro del petróleo y ahora son las naciones productoras las que fijan los precios del combustible.
Es también el decenio del auge del terrorismo, con grupos de extrema izquierda como la Action Directe, RAF, las Brigadas Rojas, ETA, los GRAPO, el Ejército Rojo Japonés, el Jemer Rojo o grupos terroristas islámicos como la Yihad Islámica o Septiembre Negro. Terroristas como Carlos el Chacal se hicieron muy famosos. Algunos gobiernos respondieron al terrorismo aplicando terrorismo de Estado.
La Casa Blanca es escenario del escándalo Watergate que llevó a que el presidente Richard Nixon fuera el único presidente estadounidense en renunciar a su cargo en este siglo. Al mismo tiempo, el intervencionismo del gobierno de este país ayuda a instaurar dictaduras militares afectas a Washington en varios países de América Latina. En Asia finaliza la guerra de Vietnam con la retirada de EE. UU. y en Camboya los jemeres rojos inician uno de los peores genocidios del siglo.
El bloque comunista que la Unión de Repúblicas Socialistas Soviéticas logró conformar durante varios decenios, empieza a dar señales de desintegración y la potencia soviética se distancia de la China comunista, lo que trae consigo el debilitamiento de la influencia comunista en el mundo.
En Europa a pesar de la crisis energética, los países occidentales de este continente logran igualar el nivel de vida de Estados Unidos de América y los países escandinavos consiguen el más alto equilibrio económico social del mundo. Las dictaduras del sur de Europa (Grecia, Portugal y España) desaparecen y dan lugar a regímenes democráticos.
Varias guerras de este decenio fueron breves: guerra indo-pakistaní de 1971, guerra del Yom Kippur, invasión turca de Chipre, guerra de Ogadén, invasión indonesia de Timor Oriental y guerra sino-vietnamita.
En 1979 los fundamentalistas musulmanes toman el control de Irán bajo el liderazgo de Ayatolá Ruholá Jomeini el cual estaba exhiliado en París, Francia, con lo que este país se retira de la influencia occidental y se encierra en el más radical de los estados basados en la Sharia (ley islámica), mientras en Nicaragua, luego de una sangrienta guerra civil los guerrilleros sandinistas entran triunfantes a la capital Managua, derrocando a Anastasio Somoza, dando inicio al proceso conocido como Revolución Popular Sandinista.
En el ámbito social, se popularizan enormemente los electrodomésticos como el microondas y otros dispositivos como el walkman, el microprocesador, el ordenador, la calculadora o la televisión en color. El auge de las drogas provoca graves daños sociales, especialmente el de la heroína, epidemia que se agravaría en el decenio siguiente, con la aparición de carteles colombianos y mexicanos.

## Cronología

### 1970

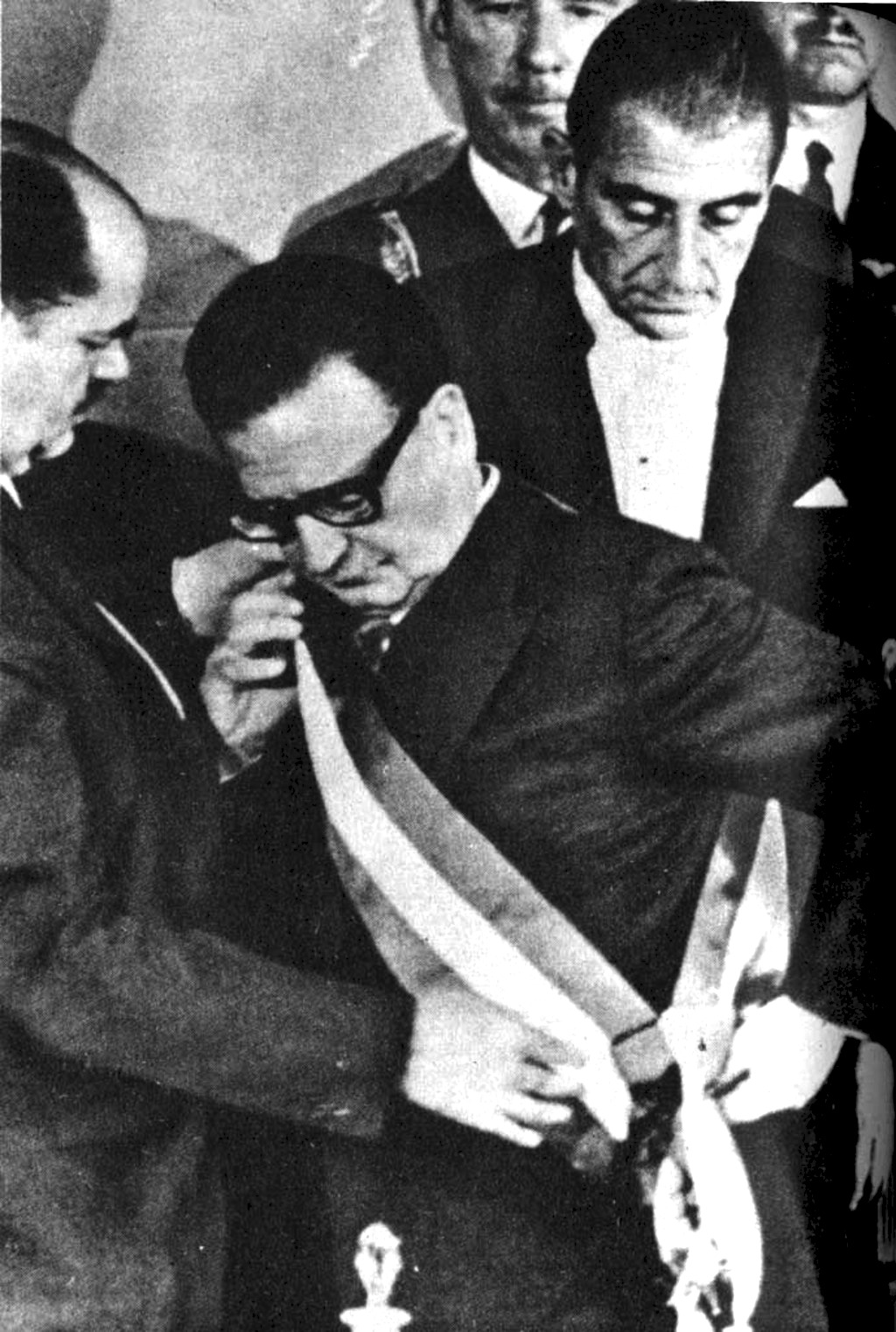
Asunción de Salvador Allende como presidente de Chile.

- Chile: Salvador Allende se convierte en el primer socialista en ser elegido presidente de ese país.
- Londres: los integrantes de la banda de rock The Beatles anuncian su disgregación e inician sus carreras como solistas.
- Grecia: la arqueóloga Stella Grobel Miller encuentra y excava la esquina noroeste de la plaza del mercado o Ágora de Atenas.
- Har Gobind Khorana: Sistesis de un gen.
- 1970-1976:
  - Renzo Piano y Richard Rogers: Centro Pompidou en París.
  - Aldo Rossi: Complejo Monte Amiata en Milán (Italia).

### 1971
- Uganda: Idi Amin toma el poder e inicia un régimen de terror.
- La República Popular China ingresa en la ONU.
- La Unión Soviética lanza la primera estación orbital espacial Saliut 1.
- Mueren todos los tripulantes en la tragedia espacial del Soyuz 11.

### 1972

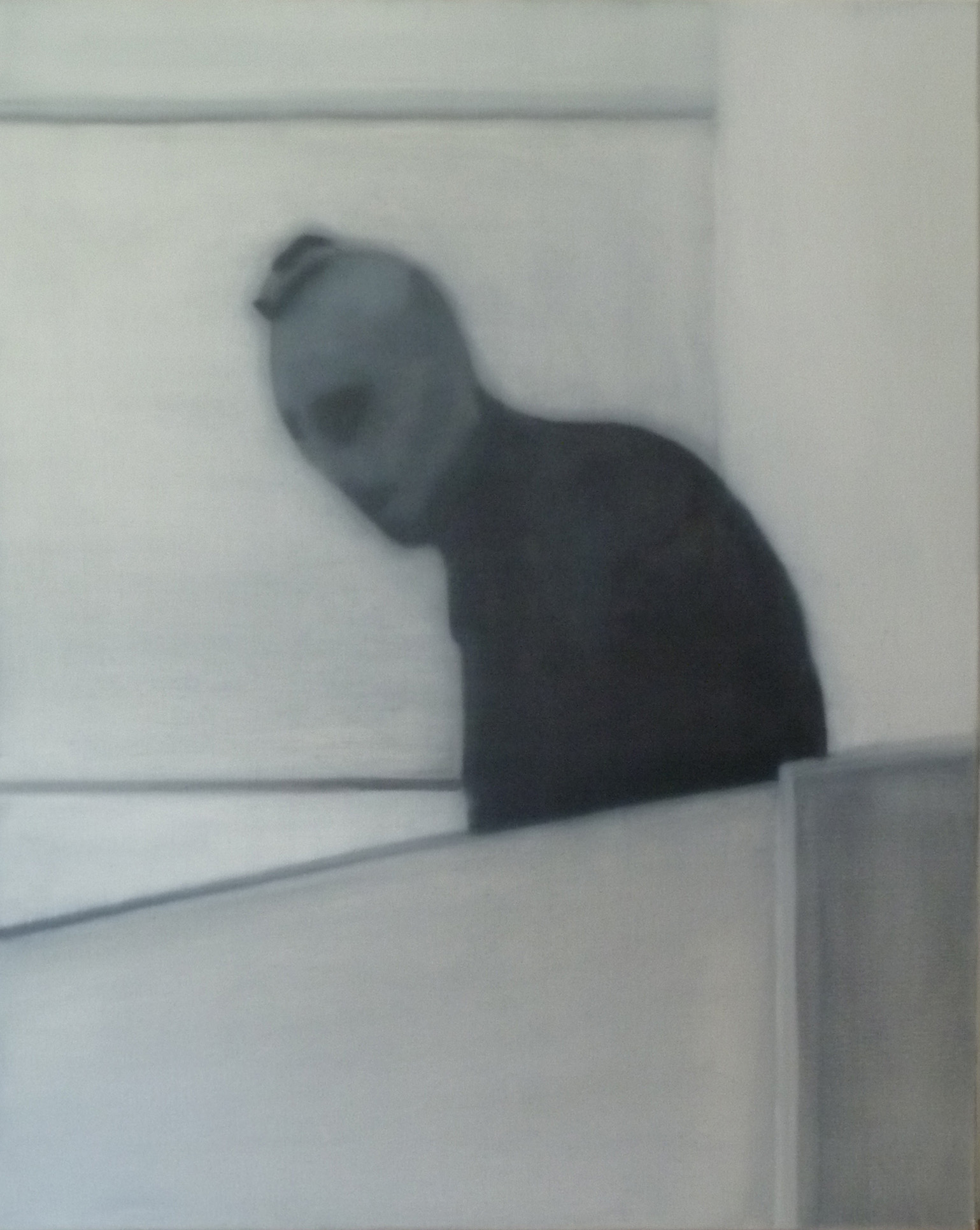
Pintura que representa una de las imágenes más icónicas del secuestro y asesinato de 11 atletas israelíes en los Juegos Olímpicos de 1972.

- «Domingo Sangriento» en Irlanda del Norte.
- Visita del presidente de Estados Unidos Richard Nixon a la República Popular China.
- Firma del acuerdo SALT I entre los Estados Unidos y la Unión Soviética.
- Asume la presidencia de Uruguay Juan María Bordaberry, tras ganar las elecciones del año anterior.
- Estados Unidos: Estalla el «caso Watergate».
- En los Juegos Olímpicos de Múnich, el grupo terrorista palestino Septiembre Negro invade la Villa Olímpica y mata a nueve atletas israelíes.
- René Thom: Teoría de las catástrofes.
- Nicaragua: Un fuerte terremoto de 6.2 grados destruye parcialmente la ciudad capital, Managua.

### 1973
- Reino Unido, Dinamarca e Irlanda ingresan en la CEE.
- Golpe de Estado en Uruguay, por parte del presidente Juan María Bordaberry.
- El general Augusto Pinochet da un golpe de Estado en Chile para derrocar al gobierno socialista de Salvador Allende, instaurando un régimen dictatorial que duraría hasta 1989.
- Asesinato del cantautor chileno, Víctor Jara.
- Juan Domingo Perón es reelegido por tercera vez Presidente de la Argentina, junto con María Estela Martínez de Perón.
- Tratado de paz entre los Estados Unidos y Vietnam del Norte: se inicia la operación Homecoming (retirada de las fuerzas estadounidenses de Vietnam).
- Guerra entre Israel y varios países árabes.
- Crisis del Petróleo: la OPEP interrumpe el suministro de petróleo a Occidente.
- Luis Carrero Blanco, presidente del Gobierno de España, es asesinado por la organización terrorista ETA en Madrid.
- Stanley Norman Cohen y Herbert Boyer: introducción de genes en las bacterias (carácter genético).
- Finaliza la construcción de las Torres Gemelas de Nueva York (Minoru Yamasaki).
- Inauguración de la Ópera de Sídney.

### 1974

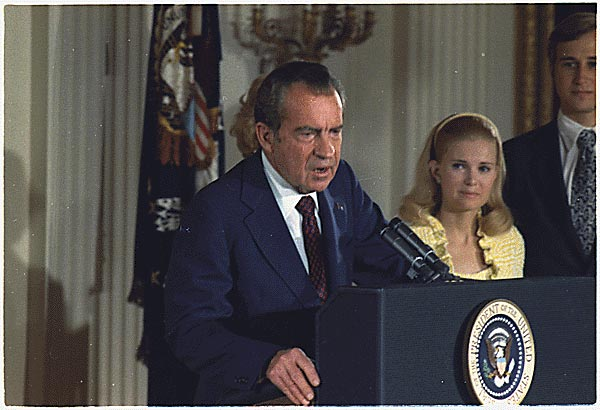

- En Venezuela, Carlos Andrés Pérez asume como presidente.
- Portugal: Revolución de los Claveles.
- Grecia: Fin del «régimen de los coroneles» y abolición de la monarquía.
- Turquía invade Chipre.
- Richard Nixon se convierte en el primer presidente de los Estados Unidos en presentar su dimisión, debido al escándalo Watergate. Su sucesor en el cargo es Gerald Ford el cual fue elegido por el Senado y no por los ciudadanos estadounidenses. Hasta ahora es el único caso con esta resolución.
- Revolución en Etiopía: Caída del emperador Haile Selassie.
- En Xi'an (China) arqueólogos chinos encuentran los guerreros de terracota, el ejército funerario más grande jamás encontrado en la historia de la arqueología.

### 1975
- Creación de la Unidad Monetaria Europea.
- 1975-Sin fecha concreta para definir su final:
  - Inicio de la intervención militar de Cuba en África.
- Termina la guerra de Vietnam (1955-1975) cuando Vietnam del Norte toma la capital, Saigón. Vietnam del Sur y Estados Unidos se rinden.
- 1975-1990: Guerra civil en el Líbano.
- 1975-1979: Genocidio en Camboya.
- Perú: el general Francisco Morales Bermúdez derroca al general nacionalista Juan Velasco Alvarado.
- «Marcha Verde» en el Sáhara Occidental.
- España: Fallece Francisco Franco; Don Juan Carlos, Rey.
- César Milstein y Georges Köhler: preparación de anticuerpos monoclonales.

### 1976

Joven siendo secuestrado durante el golpe de Estado en Argentina.

- En Venezuela, el Gobierno nacionaliza la industria del petróleo.
- En Buenos Aires, en el marco del Plan Cóndor, los militares derrocan a la presidenta Isabel Perón e inician una sangrienta dictadura cívico-militar (1976-1983), que dejará aproximadamente 30.000 «desaparecidos».
- Adolfo Suárez, presidente del Gobierno. Inicio de la Transición en España.
- Unificación de Vietnam.
- Muere Mao Zedong, líder supremo de China.
- Sondas estadounidenses Viking sobre Marte.

### 1977
- El demócrata Jimmy Carter, toma posesión como presidente de los Estados Unidos.
- La UCD de Adolfo Suárez gana las primeras elecciones democráticas en España desde 1936.
- Washington: Se firman los Tratados Torrijos-Carter para la devolución paulatina a Panamá de las instalaciones del Canal de Panamá.
- La mayor catástrofe aérea en la historia de la aviación sucede en el aeropuerto de Los Rodeos (Tenerife).

### 1978
- El ejército comunista de Vietnam invade la comunista Camboya para derrocar a los jemeres rojos de Pol Pot.
- Afganistán: Golpe de Estado comunista.
- Italia: las Brigadas Rojas asesinan a Aldo Moro, presidente de la Democracia Cristiana.
- Nicaragua: Operación Chanchera.
- Bajo el auspicio de Estados Unidos se firman los acuerdos de paz de Camp David entre Israel y Egipto.
- Tras la muerte del Papa Juan Pablo I, el polaco Karol Wojtyła es elegido Papa de la Iglesia católica. Adopta el nombre de Juan Pablo II.
- El checo Vladimír Remek se convierte en el primer astronauta no soviético ni estadounidense.
- Vacuna sintética contra la Malaria de Manuel Patarroyo.
- Tragedia de Los Alfaques (España).
- En Jonestown (Guyana), el pastor evangélico Jim Jones se lleva a cabo el mayor suicidio colectivo de la historia: 918 hombres, mujeres y niños de la secta Templo del Pueblo.

### 1979
- Huida del sah de Persia: el ayatolá Jomeini ocupa el poder: Proclamación de la República Islámica de Irán.
- Reino Unido: la conservadora Margaret Thatcher se convierte en la primera mujer en ser primera ministra de esa nación.
- Elección de la primera Asamblea Europea.
- En Nicaragua, triunfa la Revolución popular sandinista en contra de la dictadura de Anastasio Somoza Debayle.
- 1979-1981: Crisis de los rehenes de Teherán.
- 1979-1992: Guerra Civil en El Salvador.
- 1979-1989: Invasión soviética de Afganistán.
- Cubo Rubik (Erno Rubik) aparece en los mercados considerado como el juguete intelectual del Siglo.
- Anuncio de la desaparición de la viruela.
- Principales referencias: [1] [2]

## Cronología de otros eventos que ocurrieron durante la década

### 1970
- Misael Pastrana, presidente de Colombia tras unas polémicas elecciones.
- Terremoto de 7 grados en la ciudad de Huaraz, Perú.
- A Piwnica, M. Robin y P. Laurens: Implantación del primer simulador cardíaco.
- Fallecimientos de Janis Joplin y Jimi Hendrix.

### 1971
- Matanza del Jueves de Corpus.
- En Uruguay se crea el Frente Amplio.
- Inicia en todo el mundo la Guerra contra las drogas.

### 1972
- Avión de la Fuerza Aérea Uruguaya se estrella en la Cordillera de los Andes.

### 1973
- México: Los estados de Puebla y Veracruz son sorprendidos por un terremoto escala de 7.3 causando graves daños en ciudades como Ciudad Serdan, Orizaba, Quecholac, Ixtaczoquitlan, Tlacotepec de Benito Juárez, siendo Ciudad Serdan el epicentro del sismo. Destrucción total.
- Godfrey Newbold Hounsfield: Scanner.
- Archipiélago Gulag de Aleksandr Solzhenitsyn.

### 1974
- Asesinadas 13 personas en el atentado terrorista perpetrado por ETA en la cafetería Rolando de Madrid.
- Todo modo de Leonardo Sciascia.
- El honor perdido de Katharina Blum de Heinrich Böll.

### 1975
- Nacimiento del primer bebé probeta en Inglaterra.
- Benoît Mandelbrot: teoría de los fractales.
- Terra Nostra de Carlos Fuentes.

### 1976
- La mujer zurda de Peter Handke.

### 1977
- España: Legalización del PCE.
- España: Restablecimiento de la Generalidad de Cataluña.
- Robert Edwards y Patrick Steptoe: fecundación in vitro y transferencia embrionaria.

### 1978
- 1978-1989: Deng Xiaoping, Líder Supremo de China.
- Se lleva a cabo por primera vez un estudio detallado del Sudario de Turín considerada la Sábana Santa en la cual fue envuelto Cristo posterior a la Crucifixión. Este estudio fue llevado a cabo por un grupo de científicos pertenecientes al Shroud of Turin Research Project (STURP), financiado por la Holy Shroud Guild,[3] como resultado no encontraron pruebas fiables para afirmar que se trataba de una falsificación, y consideraron que la aparición de la imagen era todo «un misterio».[4]
- Obtención de imágenes médicas por resonancia magnética (RMN).
- Fotocompositor de láser.

### 1979
- Primer vuelo del cohete europeo Ariane.

## Ciencia y tecnología

### 1971
- Estados Unidos: la empresa Intel crea el Intel 4004, el primer microprocesador.

### 1972
- Estados Unidos: Primeras fibras ópticas.
- Sale al mercado la primera videoconsola casera; Magnavox Odyssey.

### 1976
- Se crea Cray-1, la primera supercomputadora.
- Estados Unidos: Fundación de la empresa de computadoras Apple Computer.

### 1979
- Estados Unidos: Lanzamiento al mercado del walkman (Sony).
- Disco Compacto (Sony y Philips).

## Cine

### De 1970 a 1974
- 1971: Muerte en Venecia de Luchino Visconti.
- 1971: The French Connection de William Friedkin.
- 1971: Harry el sucio de Don Siegel.
- 1971: La naranja mecánica de Stanley Kubrick.
- 1972: Cabaret de Bob Fosse.
- 1972: El Padrino de Francis Ford Coppola.
- 1972: El último tango en París de Bernardo Bertolucci.
- 1972: Ana y los lobos de Carlos Saura.
- 1973: El Exorcista de William Friedkin.
- 1974: Chinatown de Roman Polanski.

### De 1975 a 1979
- 1975: Tiburón de Steven Spielberg.
- 1976: El imperio de los sentidos de Nagisa Ōshima.
- 1976: Rocky de John G. Avildsen.
- 1976: Taxi Driver de Martin Scorsese.
- 1977: Annie Hall de Woody Allen.
- 1977: El hombre de mármol de Andrzej Wajda.
- 1977: Star Wars Episodio IV: Una nueva esperanza de George Lucas.
- 1977: Saturday Night Fever de John Badham.
- 1977: Una giornata particolare de Ettore Scola.
- 1978: Grease de Randal Kleiser.
- 1978: The Deer Hunter de Michael Cimino.
- 1978: El expreso de medianoche de Alan Parker.
- 1979: Apocalypse Now de Francis Ford Coppola.
- 1979: Alien de Ridley Scott.
- 1979: Mad Max de George Miller.
- 1979: Manhattan de Woody Allen.

Principales referencias: 